# Vojislav Kempf
Vojislav (Vjekoslav) Kempf(? - ?), hrvatski pravaški političar. Bio je članom Starčevićeve stranke prava i hrvatski saborski zastupnik.
Izabran kao član milinovačkih pravaša na izborima za Hrvatsko-slavonsko-dalmatinski sabor 1913. kao zastupnik izbornog kotara Jastrebarskog.
Bio je članom Narodnog vijeća Slovenaca, Hrvata i Srba koji su prvi pristupili na prvi zbor 5. i 6. listopada 1918. godine.

## Vanjske poveznice
- Narodno vijeće Slovenaca, Hrvata i Srba u Zagrebu 1918-1919., priredili: Marina Štambuk-Škalić i Zlatko Matijević